# Fettschwalme (Familie)
Die Fettschwalme (Steatornithidae) sind eine Familie der Vögel mit einer rezenten und einer ausgestorbenen Art. Sie umfassen den rezenten Fettschwalm (Steatornis caripensis) aus dem nördlichen Südamerika und die fossile Art Prefica nivea aus der  eozänen Green-River-Formation.

## Merkmale

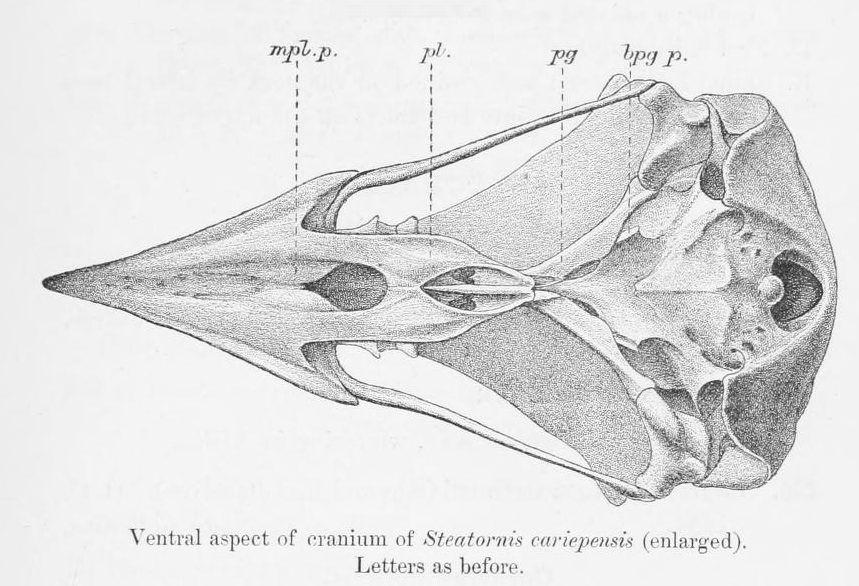
Schädel eines Fettschwalms, Ventralansicht

Fettschwalme unterscheiden sich von anderen Familien der Schwalmartigen durch ihren harten, gekrümmten und kräftigen Schnabel, der einen kleinen Subterminalzahn besitzt. Das Rostrum ist flexibel mit dem Schädel verbunden. Das Pflugscharbein ist nach innen gewölbt; die beiden Hälften des Gaumenbeins treffen in der Mitte des Pflugscharbeins zusammen. Der Tarsometatarsus ist deutlich verkürzt und ist beim Fettschwalm nur etwa halb so lang wie die Mittelzehe.

## Ernährung
Während sich die übrigen Schwalmartigen carnivor ernähren, frisst der rezente Fettschwalm Früchte, etwa von Lorbeergewächsen, Palmengewächsen oder Balsambaumgewächsen; sein Schnabel ist an diese Ernährungsweise angepasst. Verdaut wird das Fruchtfleisch, die Samen werden anschließend wieder ausgeschieden, womit der Fettschwalm als Vektor für die Verbreitung der Bäume fungiert. Die fossile Art Prefica nivea zeigt die gleiche Schnabelstruktur. In der gleichen Schicht wie ihr Holotypus finden sich Fossilien der gleichen Familien und teilweise sogar Gattungen von Pflanzen, deren Früchte der Fettschwalm im heutigen Südamerika frisst, was auf eine gemeinsame Ernährungsweise hindeutet.

## Systematik
Die Familie Steatornithidae wurde 1842 durch die italienischen Zoologen Charles Lucien Jules Laurent Bonaparte eingeführt. Die Familie wurde der Ordnung der Schwalmartigen (Caprimulgiformes) zugeordnet, die sich jedoch als paraphyletisch herausstellten, da einige Familien der Schwalmartigen näher mit den Seglervögeln (Apodiformes) verwandt sind als mit den übrigen Schwalmartigen. Um wieder zu monophyletischen Taxa zu kommen und da sich die Familien schon im Paläozän vor 65 bis 60 Millionen Jahren voneinander getrennt hatten, wurden sie in fünf eigenständige Ordnungen gestellt, die Steatornithidae in die Ordnung Steatornithiformes, die 1891 durch den britischen Ornithologen Richard Bowdler Sharpe eingeführt wurde.
Alle Ordnungen der ehemaligen Schwalmartigen und die Seglervögel werden in ein Strisores genanntes rangloses Taxon gestellt, das schon 1847 durch den deutschen Ornithologen Jean Louis Cabanis eingeführt wurde.
Das folgende Kladogramm zeigt die Verwandtschaftsverhältnisse zwischen den Fettschwalmen, den übrigen ehemals zu den Schwalmartigen gezählten Vogelgruppen und den Seglervögeln.
|  | Fettschwalme (Steatornithiformes) |
|  |                                   |
|  | Tagschläfer (Nyctibiiformes)      |
|  |                                   |

|  | Eulenschwalme (Podargiformes)                                                                  |
|  |                                                                                                |
|  | \| \| Höhlenschwalme (Aegotheliformes) \| \| \| \| \| \| Seglervögel (Apodiformes) \| \| \| \| |
|  |                                                                                                |
|  | Höhlenschwalme (Aegotheliformes)                                                               |
|  |                                                                                                |
|  | Seglervögel (Apodiformes)                                                                      |
|  |                                                                                                |

|  | Höhlenschwalme (Aegotheliformes) |
|  |                                  |
|  | Seglervögel (Apodiformes)        |
|  |                                  |

|  | Fettschwalme (Steatornithiformes) |
|  |                                   |
|  | Tagschläfer (Nyctibiiformes)      |
|  |                                   |

|  | Eulenschwalme (Podargiformes)                                                                  |
|  |                                                                                                |
|  | \| \| Höhlenschwalme (Aegotheliformes) \| \| \| \| \| \| Seglervögel (Apodiformes) \| \| \| \| |
|  |                                                                                                |
|  | Höhlenschwalme (Aegotheliformes)                                                               |
|  |                                                                                                |
|  | Seglervögel (Apodiformes)                                                                      |
|  |                                                                                                |

|  | Höhlenschwalme (Aegotheliformes) |
|  |                                  |
|  | Seglervögel (Apodiformes)        |
|  |                                  |

|  | Fettschwalme (Steatornithiformes) |
|  |                                   |
|  | Tagschläfer (Nyctibiiformes)      |
|  |                                   |

|  | Eulenschwalme (Podargiformes)                                                                  |
|  |                                                                                                |
|  | \| \| Höhlenschwalme (Aegotheliformes) \| \| \| \| \| \| Seglervögel (Apodiformes) \| \| \| \| |
|  |                                                                                                |
|  | Höhlenschwalme (Aegotheliformes)                                                               |
|  |                                                                                                |
|  | Seglervögel (Apodiformes)                                                                      |
|  |                                                                                                |

|  | Höhlenschwalme (Aegotheliformes) |
|  |                                  |
|  | Seglervögel (Apodiformes)        |
|  |                                  |

|  | Fettschwalme (Steatornithiformes) |
|  |                                   |
|  | Tagschläfer (Nyctibiiformes)      |
|  |                                   |

|  | Eulenschwalme (Podargiformes)                                                                  |
|  |                                                                                                |
|  | \| \| Höhlenschwalme (Aegotheliformes) \| \| \| \| \| \| Seglervögel (Apodiformes) \| \| \| \| |
|  |                                                                                                |
|  | Höhlenschwalme (Aegotheliformes)                                                               |
|  |                                                                                                |
|  | Seglervögel (Apodiformes)                                                                      |
|  |                                                                                                |

|  | Höhlenschwalme (Aegotheliformes) |
|  |                                  |
|  | Seglervögel (Apodiformes)        |
|  |                                  |

Die Fettschwalme werden in zwei Unterfamilien geteilt: Die Preficinae mit Prefica nivea als einziger Art einerseits und die monotypische Steatornithinae mit dem Fettschwalm andererseits.
Unterfamilie Preficinae: Primitive Fettschwalme mit schwach ausdifferenzierten Beinen und relativ dünnen Oberarmknochen
- Prefica nivea †[3]

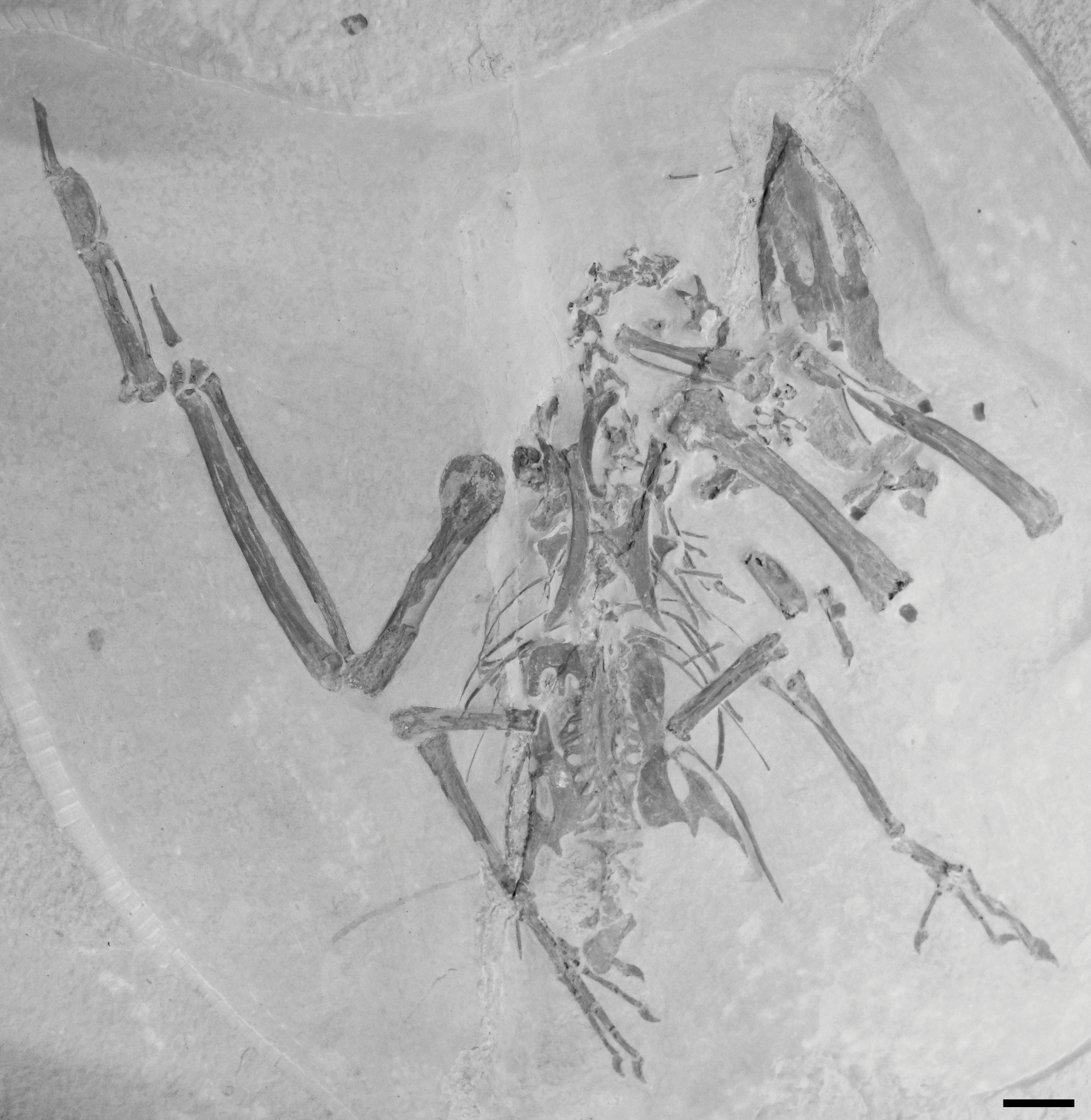
Fossil von Fluvioviridavis

Unterfamilie Steathorninae: Moderne Fettschwalme mit stark spezialisiertem Lauf- und Flugapparat, der an Höhlenumgebung angepasst ist.
- Fettschwalm (Steathornis caripensis)

Unklar ist die Zuordnung einiger Fossilien, die wie Prefica nivea aus dem frühen Eozän stammen und in der nordamerikanischen Green-River-Formation (Fluvioviridavis) und der Grube Messel (Eurofluvioviridavis) gefunden wurden. Sie zeigen viele Gemeinsamkeiten mit Prefica nivea, besitzen jedoch nicht ausreichend differenzierte Merkmale, um sie einer rezenten Ordnung der Vögel zuordnen zu können. Sollten sie aber tatsächlich frühe Formen der Fettschwalme darstellen, wäre der heutige Fettschwalm eine Reliktart aus einer einstmals über mehrere Kontinente verbreiteten Unterordnung.

## Belege
1. ↑  David Thomas Holyoak: Nightjars and their Allies: The Caprimulgiformes. Oxford University Press, 2001. ISBN 0-19-854987-3. S. 95.
2. ↑  David W. Winkler, Shawn M. Billerman, Irby J. Lovette: Bird Families of the World: A Guide to the Spectacular Diversity of Birds. Lynx Edicions (2015), ISBN 978-8494189203, S. 77.
3. 1 2  Storrs L. Olson: An early Eocene oilbird from the Green River formation of Wyoming (Caprimulfiformes: Steatornithidae). In: Documents des Laboratoires de Géologie de Lyon 99, 1987, S. 57–69. hier S. 59.
4. ↑  Hackett et al.: A Phylogenomic Study of Birds Reveals Their Evolutionary History. Science 27. Juni 2008: Vol. 320. no. 5884, pp. 1763–1768 doi:10.1126/science.1157704
5. ↑  Gerald Mayr (2009): Phylogenetic relationships of the paraphyletic of caprimulgiform birds (nightjars and allies). Journal Zoological Systematics Evolutionary Research doi: 10.1111/j.1439-0469.2009.00552.x, S. 394.
6. ↑  Richard O. Prum et al. A comprehensive phylogeny of birds (Aves) using targeted next-generation DNA sequencing. Nature, Oktober 2015; doi: 10.1038/nature15697
7. ↑  Gerald Mayr (2014): The origins of crown group birds: molecules and fossils. Palaeontology 57: 231–242. doi: 10.1111/pala.12103
8. ↑  IOC World Bird List v11.1 Diary 2021 Mar 14 Split Strisores into six orders rather than two. Add Steatornithiformes, Nyctibiiformes, Podargiformes and Aegotheliformes
9. ↑  R. Terry Chesser, Kevin J. Burns, Carla Cicero, Jon L. Dunn, Andrew W. Kratter, Irby J. Lovette, Pamela C. Rasmussen, J. V. Remsen Jr., James D. Rising, Douglas F. Stotz, Kevin Winker: Fifty-seventh Supplement to the American Ornithologists' Union Check-list of North American Birds. In: The Auk. Band 133, Nr. 3, 2016, S. 544–560, doi:10.1642/AUK-16-77.1.
10. ↑  Jean Cabanis (1847). Ornithologische Notizen. II. Archiv für Naturgeschichte. Berlin. 13 (1): 308–352.
11. ↑  Albert Chen, Noor D. White, Roger B.J. Benson, Michael J. Braun und Daniel J. Field. 2019. Total-Evidence Framework Reveals Complex Morphological Evolution in Nightbirds (Strisores). Diversity. 11(9); 143. DOI: 10.3390/d11090143
12. ↑  Albert Chen, Daniel J. Field: Phylogenetic definitions for Caprimulgimorphae (Aves) and majorconstituent clades under the International Code of Phylogenetic Nomenclature. Oktober 2020, Vertebrate Zoology 70(4):571-585, DOI: 10.26049/VZ70-4-2020-03
13. ↑  Gerald Mayr, Michael Daniels: A new short-legged landbird from the early Eocene of Wyoming and contemporaneous European sites. In: Acta Palaeontologica Polonica 43 (3), 2001, S. 393–402. (Online als PDF)
14. ↑  Josep del Hoyo, Andrew Elliott und Jordi Sargatal (Hrsg.): Handbook of the Birds of the World. Volume 5: Barn-owls to Hummingbirds. Lynx Edicions, 1999, ISBN 84-87334-25-3. S. 244.